# Pulaski (Wisconsin)
Pulaski es una villa ubicada en el condado de Brown en el estado estadounidense de Wisconsin. En el Censo de 2010 tenía una población de 3.539 habitantes y una densidad poblacional de 493,65 personas por km².

## Geografía
Pulaski se encuentra ubicada en las coordenadas 44°40′6″N 88°14′14″O / 44.66833, -88.23722. Según la Oficina del Censo de los Estados Unidos, Pulaski tiene una superficie total de 7.17 km², de la cual 7.07 km² corresponden a tierra firme y (1.41%) 0.1 km² es agua.

## Demografía
Según el censo de 2010, había 3.539 personas residiendo en Pulaski. La densidad de población era de 493,65 hab./km². De los 3.539 habitantes, Pulaski estaba compuesto por el 95.99% blancos, el 0.28% eran afroamericanos, el 1.19% eran amerindios, el 0.54% eran asiáticos, el 0% eran isleños del Pacífico, el 0.73% eran de otras razas y el 1.27% pertenecían a dos o más razas. Del total de la población el 1.95% eran hispanos o latinos de cualquier raza.